# Dalian Atkinson
Dalian Robert Atkinson (Shrewsbury, 21 maart 1968 – Telford, 15 augustus 2016) was een Brits profvoetballer.

## Biografie
In 1985, op 17-jarige leeftijd, kwam Atkinson bij Ipswich Town FC terecht. Hij speelde er in drie seizoenen zestig wedstrijden en scoorde 18 keer. In 1988 verhuisde hij naar Sheffield Wednesday. Atkinson scoorde 10 keer in 38 wedstrijden, maar kon de ploeg niet behoeden voor degradatie uit de Premier League. In 1990 werd hij voor 1,7 miljoen £ verkocht aan Real Sociedad. Atkinson scoorde 12 doelpunten in 29 wedstrijden. In 1991 werd hij verkocht aan Aston Villa FC. In 1992 scoorde hij het Doelpunt van het jaar. In vier seizoenen zou Atkinson 85 keer uitkomen voor Aston Villa, waarin hij 23 doelpunten scoorde. Hij vormde er een koningskoppel met Dean Saunders.
In 1995 ging Atkinson naar Fenerbahçe SK. Hier speelde hij slechts 21 wedstrijden. Hij werd uitgeleend aan FC Metz en Manchester City. Tussen 1997 en 2001 speelde hij vervolgens voor Ittihad FC, Daejeon Citizen en Jeonbuk Hyundai Motors. Atkinson speelde 1 vriendschappelijke interland met Engeland B. Een wedstrijd tegen Ierland B, die met 4–1 werd verloren. Atkinson scoorde het enige doelpunt.
Op 14 augustus 2016 werd de politie gebeld. Atkinson zou zijn vader fysiek bedreigd hebben. De politie schoot Atkinson neer met een stroomstootwapen. Hierdoor kreeg Atkinson een hartstilstand. Hij overleed later die nacht in het ziekenhuis op 48-jarige leeftijd.